# آیا لازم است ملوانان ازدواج کنند؟
آیا ملوانان باید ازدواج کنند؟ (به انگلیسی: Should Sailors Marry?) یک فیلم کمدی صامت کوتاه آمریکایی به کارگردانی جس رابینز است که در سال ۱۹۲۵ منتشر شد. از بازیگران این فیلم می‌توان به اولیور هاردی، کلاید کوک، نوآ یانگ، فی هولدرنس، مارتا اسلیپر، سمی بروکس و هلن گیلمور اشاره کرد.